# السجن المؤبد في فنلندا
يعتبر السجن مدى الحياة في فنلندا هو أقصى عقوبة جنائية. في الممارسة الفعلية للقانون الفنلندي نادرًا ما يستمر السجن المؤبد لما تبقى من حياة المحكوم عليه ؛ وهي تتألف حاليًا من السجن في سجن مغلق ومدد محتملة للسجن في منزل مؤقت ، والإفراج المشروط والإفراج المشترط. ألغيت عقوبة الإعدام في فنلندا عام 1949 لجرائم وقت السلم وجميع الجرائم في عام 1972.
السجن المؤبد هو العقوبة الوحيدة الممكنة لجريمة القتل العمد وعقوبة محتملة للخيانة العظمى ، والخيانة العامة ، والتجسس ، وجرائم الحرب ، والإبادة الجماعية ، والجرائم ضد الإنسانية ، وأعمال القتل الإرهابية ، والجرائم ضد السلام.

## القانون الجنائي الفنلندي
بموجب القانون الجنائي الفنلندي لعام 1889 ، كان السجن المؤبد يتكون من 12 عامًا على الأقل من السجن ، وبعد ذلك تم الإفراج المشروط عن المدان وظل تحت المراقبة لبقية حياته. بعد عام 1931 ، كان الإفراج بموجب عفو رئاسي وكانت فترة الاختبار ثماني سنوات. واليوم ، يمكن اعتبار المحكوم عليهم بالسجن المؤبد مشروطًا بعد 12 عامًا ويطلق سراح معظمهم بعد أن قضوا ما بين 12 و 15 عامًا.

## 2006
منذ عام 2006 ، قامت محكمة الاستئناف في هلسنكي (بالإنجليزية: Helsinki Court of Appeal)‏ بدور مجلس الإفراج المشروط وتم اعتبار السجين المؤبد للإفراج المشروط حتى بعد أن قضى 10 سنوات. إذا تم رفض الإفراج المشروط ، فمن المقرر عقد جلسة استماع جديدة للإفراج المشروط بعد عامين. إذا تم قبول الإفراج المشروط ، يتبع ذلك 3 سنوات من الإفراج المشروط حتى الإفراج المشروط الكامل ، بافتراض عدم وجود مخالفات. إذا كان المحكوم عليه أقل من 21 سنة وقت ارتكاب الجريمة ، تكون جلسة الاستماع الأولى بعد 10 سنوات من الخدمة. لا يمكن الحكم على الأحداث بالسجن مدى الحياة في فنلندا ، والعقوبة القصوى للجاني الذي كان أقل من 18 عامًا هي 12 عامًا لجريمة قتل واحدة و 15 عامًا لجرائم القتل المتعددة أو الأحكام حيث يتم الجمع بين الإدانة بالقتل والإدانة بجرائم خطيرة أخرى .

## 2017
اعتبارًا من عام 2017 ، كانت أطول فترة سجن لمدانين بالسجن مدى الحياة في فنلندا هي 22 عامًا. ارتكب الجاني المشروط جريمة قتل أخرى في الشهر التالي وحُكم عليه مرة أخرى بالسجن مدى الحياة.

## 2010
متوسط مدة السجن المؤبد في عام 2010 كان 14 عامًا.